# Caldesmon
Caldesmon‏ (Caldesmon 1) هوَ بروتين يُشَفر بواسطة جين Caldesmon في الإنسان.